# Diagramma di Wöhler
Un Diagramma di Wöhler è un grafico su base statistica che mette in relazione l'ampiezza {\displaystyle \sigma _{a}} della componente alternata di un ciclo di fatica con il numero di cicli N che un provino sopporta prima della rottura ad una prefissata probabilità. 

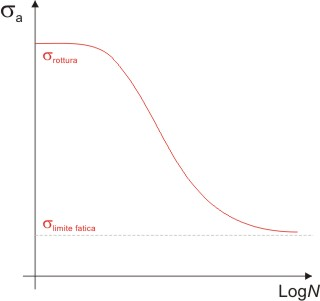
Tipico diagramma di Wöhler in scala logaritmica

## Costruzione del diagramma di Wöhler
Il diagramma (o curva) di Wöhler prende il nome dal suo creatore August Wöhler, che fu tra i primi studiosi ad occuparsi in maniera proficua dello studio della fatica. Esso fu il primo strumento formale a disposizione dei progettisti per il dimensionamento a fatica dei componenti ed è a tutt'oggi di fondamentale importanza. La sua costruzione avviene in questo modo: si ricostruisce in laboratorio un determinato ciclo di sollecitazione con una determinata ampiezza e lo si applica ad un elevato numero di provini, annotando il numero di cicli che essi sopportano prima della rottura. Fatalmente essi, pur sottoposti allo stesso carico, non si romperanno tutti dopo lo stesso numero di cicli, ma si avrà una dispersione dei risultati. L'esperienza dimostra che tale dispersione avviene secondo una distribuzione normale.

Successivamente si ripete la stessa serie di esperimenti a diversi valori della sigma alternata (componente alternata del ciclo di sforzo), e si annota per ogni distribuzione che si ottiene il valore medio del numero di cicli prima di rottura. 

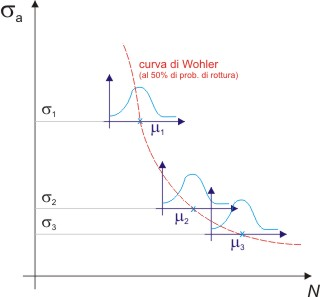
Costruzione di una curva di Wohler

 La curva che congiunge tutti i valori medi ad ogni {\displaystyle \sigma _{a}} è la curva di Wöhler al 50% di probabilità di rottura. Questo significa che riguardo ai provini testati, esiste una probabilità del 50% che essi, sottoposti ad un ciclo di carico di ampiezza {\displaystyle \sigma _{a}}, si rompano prima di raggiungere il numero di cicli delimitato dalla curva di Wöhler; ciò deriva semplicemente dalle proprietà della distribuzione normale. Naturalmente, si possono costruire curve al 20%, al 10% o a qualsivoglia probabilità, congiungendo anziché i punti dei valori medi quelli che corrispondono a tale valore di probabilità.
Dato l'alto numero di cicli che si raggiunge, e dato che in questo modo si può semplificare il diagramma notevolmente dal punto di vista matematico, nella maggioranza dei casi le curve di Wöhler vengono presentate con l'asse delle ascisse, che riporta il numero di cicli, in scala logaritmica.

## Parametri ricavabili da una curva di Wöhler
La curva di Wöhler non interseca l'asse delle ordinate (cioè per N = 1/2, in scala logaritmica) in corrispondenza anche di mezzo carico di rottura statico del materiale, avremo un valore infinito della resistenza a fatica che è fatale al pezzo. Successivamente si mantiene costante per un certo tratto, per poi decrescere piuttosto velocemente, in genere tra {\displaystyle N=10^{3}} e {\displaystyle N=10^{6}}. Per molte leghe ferrose (ad esclusione quindi di alluminio, rame, magnesio), essa presenta poi una sorta di asintoto orizzontale che tende ad un valore dello sforzo detto limite di fatica: esso rappresenta il valore della {\displaystyle \sigma _{a}} al di sotto del quale, anche per un numero idealmente infinito di cicli, il materiale non si romperà per fatica.
Si è soliti dividere il diagramma di Wöhler in due regioni, dette LCF (Low-Cycle Fatigue, fatica a basso numero di cicli) e HCF (High-Cycle Fatigue, fatica ad alto numero di cicli), la prima per valori di sigma superiori al carico di snervamento del materiale, dove si hanno plasticizzazioni macroscopiche e di conseguenza la vita del materiale è assai ridotta; la seconda per valori di sigma inferiori, dove le plasticizzazioni cicliche sussistono solo a livello microscopico.